# Verbandsgemeinde Kaisersesch
Die Verbandsgemeinde Kaisersesch ist eine Gebietskörperschaft im Landkreis Cochem-Zell in Rheinland-Pfalz. Der Verbandsgemeinde gehören die Stadt Kaisersesch (zugleich Verwaltungssitz) sowie 25 weitere Ortsgemeinden an.
Zum 1. Juli 2014 wurden acht Ortsgemeinden aus der gleichzeitig aufgelösten Verbandsgemeinde Treis-Karden eingegliedert.

## Verbandsangehörige Gemeinden
| Ortsgemeinde, Stadt          | Fläche (km²) | Einwohner |
| ---------------------------- | ------------ | --------- |
| Binningen                    | 6,66         | 688       |
| Brachtendorf                 | 2,45         | 243       |
| Brieden                      | 4,40         | 154       |
| Brohl                        | 5,88         | 347       |
| Dünfus                       | 3,25         | 289       |
| Düngenheim                   | 9,31         | 1.302     |
| Eppenberg                    | 4,12         | 232       |
| Eulgem                       | 3,01         | 183       |
| Forst (Eifel)                | 3,93         | 385       |
| Gamlen                       | 5,59         | 546       |
| Hambuch                      | 4,81         | 732       |
| Hauroth                      | 3,94         | 335       |
| Illerich                     | 7,74         | 827       |
| Kaifenheim                   | 6,17         | 787       |
| Kail                         | 6,15         | 291       |
| Kaisersesch, Stadt           | 8,18         | 3.256     |
| Kalenborn                    | 5,30         | 243       |
| Landkern                     | 10,61        | 923       |
| Laubach                      | 3,58         | 653       |
| Leienkaul                    | 3,25         | 373       |
| Masburg                      | 9,12         | 1.064     |
| Möntenich                    | 4,08         | 109       |
| Müllenbach                   | 4,27         | 669       |
| Roes                         | 6,74         | 483       |
| Urmersbach                   | 4,34         | 469       |
| Zettingen                    | 3,70         | 279       |
| Verbandsgemeinde Kaisersesch | 140,58       | 15.862    |

(Einwohner am 31. Dezember 2024)

## Geschichte
Der Ort „Esch“ war schon seit 1294 kurtrierischer Gerichtsort für die Gegend. Er wurde 1321 als Kaisersesch zur Stadt erhoben. Unter französischer Herrschaft war Kaisersesch Sitz einer Mairie. Nach dem Übergang an Preußen (1815) entstand die Bürgermeisterei Kaisersesch (1927 umbenannt in Amt Kaisersesch). Im Zuge der rheinland-pfälzischen Verwaltungsreform wurde 1968 aus dem Amt Kaisersesch die Verbandsgemeinde Kaisersesch gebildet.
Im Zusammenhang mit einer rheinland-pfälzischen Kommunal- und Verwaltungsreform wurden per Landesgesetz vom 22. November 2013 zum 1. Juli 2014 aus der gleichzeitig aufgelösten Verbandsgemeinde Treis-Karden die Ortsgemeinden Binningen, Brieden, Brohl, Dünfus, Forst (Eifel), Kail, Möntenich und Roes in die Verbandsgemeinde Kaisersesch eingegliedert.

### Einwohnerentwicklung
| Verbandsgemeinde Kaisersesch: Einwohnerzahlen von 2012 bis 2024                                                                    | Verbandsgemeinde Kaisersesch: Einwohnerzahlen von 2012 bis 2024 | Verbandsgemeinde Kaisersesch: Einwohnerzahlen von 2012 bis 2024 | Verbandsgemeinde Kaisersesch: Einwohnerzahlen von 2012 bis 2024 | Verbandsgemeinde Kaisersesch: Einwohnerzahlen von 2012 bis 2024 |
| --- | --------------------------------------------------------------- | --------------------------------------------------------------- | --------------------------------------------------------------- | --------------------------------------------------------------- |
| Jahr |                                                                 |                                                                 |                                                                 | Einwohner                                                       |
| 2012 | 2012                                                            |                                                                 | 15.530                                                          | 15.530                                                          |
| 2015 | 2015                                                            |                                                                 | 15.565                                                          | 15.565                                                          |
| 2020 | 2020                                                            |                                                                 | 15.585                                                          | 15.585                                                          |
| 2024 | 2024                                                            |                                                                 | 15.862                                                          | 15.862                                                          |
| Quelle(n): statistik.rlp.de Anmerkung(en): Die Entwicklung der Einwohnerzahl, bezogen auf das heutige Gebiet der Verbandsgemeinde. |                                                                 |                                                                 |                                                                 |                                                                 |

## Politik

### Verbandsgemeinderat
Der Verbandsgemeinderat Kaisersesch besteht aus 32 ehrenamtlichen Ratsmitgliedern, die bei der Kommunalwahl am 9. Juni 2024 in einer personalisierten Verhältniswahl gewählt wurden, und dem hauptamtlichen Bürgermeister als Vorsitzendem. Bis 2014 gehörten dem Verbandsgemeinderat 28 Ratsmitglieder an.
Die Sitzverteilung im Verbandsgemeinderat:
| Wahl | SPD | CDU | Grüne | FDP | FWG | UBL | Gesamt   |
| ---- | --- | --- | ----- | --- | --- | --- | -------- |
| 2024 | 7   | 13  | 3     | 1   | 4   | 4   | 32 Sitze |
| 2019 | 7   | 13  | 4     | –   | 5   | 3   | 32 Sitze |
| 2014 | 8   | 16  | –     | –   | 6   | 2   | 32 Sitze |
| 2009 | 7   | 12  | –     | –   | 6   | 3   | 28 Sitze |
| 2004 | 6   | 15  | 0     | –   | 4   | 3   | 28 Sitze |

- FWG = Freie parteiunabhängige Wählergruppe Dr. Pertzborn e. V.
- UBL = Unabhängige-Bürger-Liste für Kaisersesch und die VG Kaisersesch e. V.

### Bürgermeister
Bürgermeister der Verbandsgemeinde Kaisersesch ist Albert Jung (parteilos). Der 2003 gewählte Bürgermeister Ewald Mattes wurde am 18. August 2010 nach einem Abwahlverfahren aus seinem Amt entlassen. Bei der Wahl am 7. November 2010 zu seinem Nachfolger erhielt keiner der Kandidaten die erforderliche Mehrheit. In der Stichwahl am 21. November 2010 setzte sich Albert Jung (parteilos) mit 62,6 % der Stimmen gegen Thomas Welter (CDU) durch. Bei der Direktwahl am 25. Mai 2014 wurde Jung mit einem Stimmenanteil von 61,6 % in seinem Amt bestätigt. Bei der Direktwahl am 20. März 2022 konnte sich keiner der vier Bewerber mit einer ausreichenden Mehrheit durchsetzen. Daher kam es am 10. April 2022 zu einer Stichwahl zwischen Amtsinhaber Albert Jung (48,4 % im ersten Wahlgang) und Gerhard Weber (CDU; 32,4 %), in der sich Jung mit 59,5 % der Stimmen durchsetzte.

### Frühere Bürgermeister
- 1968–1970 Florian Wolf
- 1970–1986 Ernst Zirwes
- 1986–1996 Josef Wältermann
- 1996–2010 Ewald Mattes